# Pierre Friedhofen
Pour les articles homonymes, voir Saint Pierre.

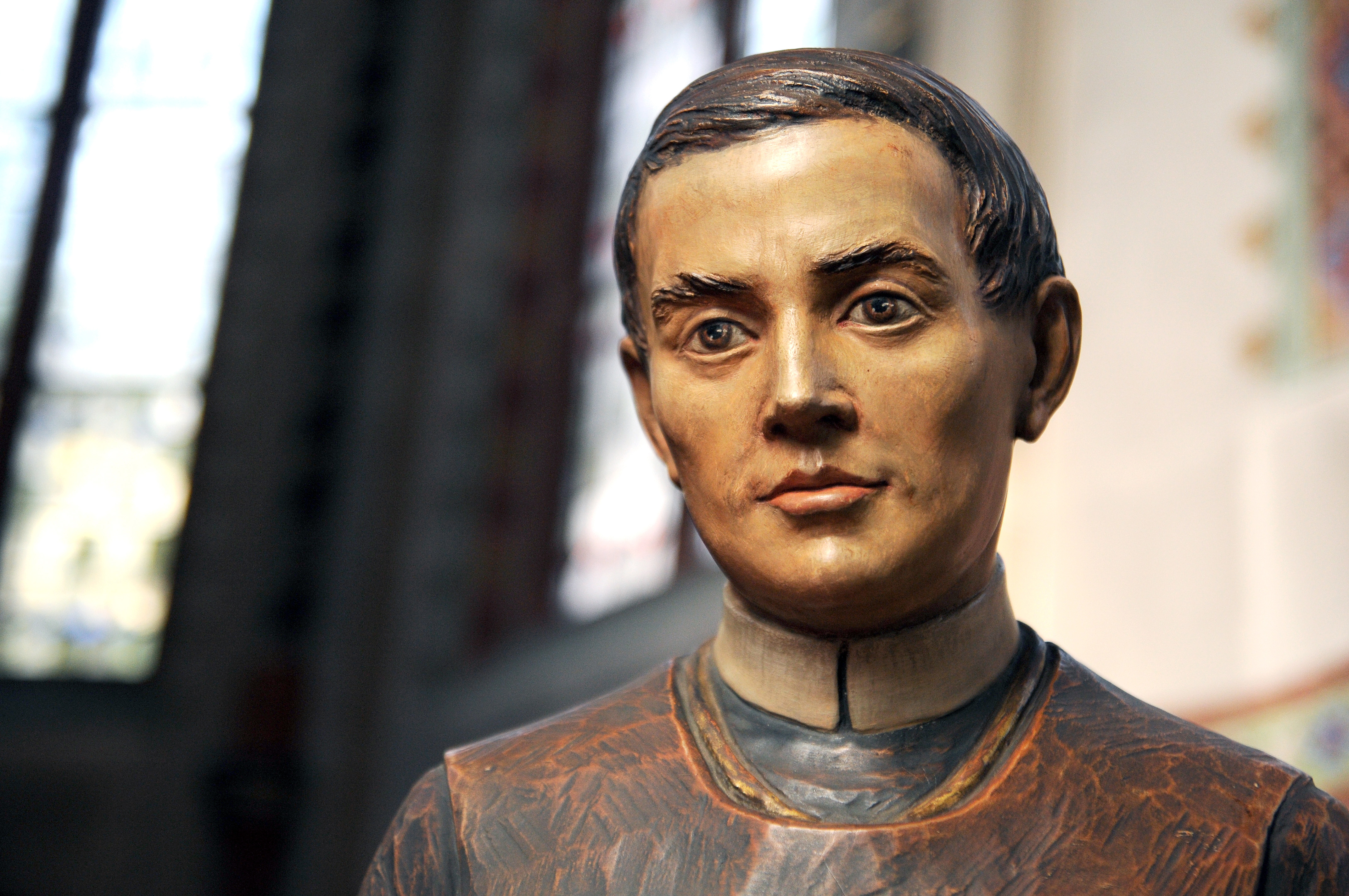
Pierre Friedhofen.

Pierre Friedhofen (en allemand, Peter Friedhofen ; 25 février 1819 - 21 décembre 1860) est un religieux catholique allemand du XIXe siècle, fondateur des Frères de la Miséricorde de Marie-Auxiliatrice. Il est donc l'un des Pierre que l'Église catholique le béatifie et sa fête est le 21 décembre.

## Biographie
Pierre Friedhofen né à Weitersburg en 1819 près de Coblence sur les bords du Rhin. Orphelin de père et de mère dès son jeune âge, il connaît d'abord la vie professionnelle, et travaille comme ramoneur à 15 ans.
À la mort de son frère Jacques, il subvient aux besoins de sa veuve et de leurs onze enfants. Profondément touché par la misère des malades et des vieillards qu'il visite au cours de ses ramonage, à l'âge de trente ans, il se donne entièrement à Dieu et au service des malades pour lesquels il fonde en 1850 la congrégation des Frères de la Miséricorde de Marie-Auxiliatrice.
En 1851, il s'installe à Coblence où la confiance de la population et des médecins contribue à l'expansion de ces « frères des malades », comme on les appelle encore aujourd'hui en Suisse. Il est surnommé le « bon Samaritain ». Sa grande activité l'épuise et il a à peine quarante-et-un ans quand il meurt, victime de la tuberculose, le 21 décembre 1860.
Les frères sont actuellement présents en Allemagne, en Italie, en Suisse, en France et au Luxembourg, ainsi qu'au Brésil et en Malaisie, dirigeant des hôpitaux, des maisons pour personnes âgées et des centres de rééducation.

## Citation
« Notre travail doit être le fruit de notre intelligence, mais encore plus de la piété et de la patience. Si nous savons souffrir et nous taire, nous ferons l'expérience de l'aide de Dieu ».

## Béatification
Il est déclaré bienheureux par le pape Jean-Paul II, à Rome, en 1985.